# Academia Mexicana de Artes y Ciencias Cinematográficas
L'Academia Mexicana de Artes y Ciencias Cinematográficas (AMACC) va ser fundada el 3 de juliol de 1946, en la Ciutat de Mèxic. La seva actual presidenta és la productora Mónica Lozano Serrano.

## Fundació
Els següents personatges es van reunir davant un notari públic per formalitzar la fundació de l'Acadèmia:
| - Celestino Gorostiza, guionista i director. - Felipe Gregorio Castillo, director de fotografia. - Raúl de Anda, productor. - Carlos Carriedo Galván, advocat. - César Santos Galindo, advocat - Fernando Soler, actor - Manuel Fontanals, escenògraf - Ignacio Fernández Esperón “Tata Nacho”, compositor - Eduardo Hernández Moncada, pianista i compositor - Oswaldo Diaz Rúanova, periodista - Fernando Morales Ortiz, periodista - Eugenio Maldonado, advocat | - José María Sánchez García, periodista - Antonio Castro Leal, advocat - Adela Formoso de Obregón Santacilia, instructor de cinema - Carlos Pellicer, guionista - Alejandro Galindo, director i escriptor - Juán Manuel Torrea - Jorge Fernández, escenògraf - Francisco de P. Cabrera, productor - Ángel Garasa Bergés, actor - Adolfo Fernández Bustamante, director - Gabriel Figueroa, director de fotografia |

En el moment de la fundació de l'Acadèmia, la indústria fílmica de Mèxic vivia el seu moment cim. En aquest any, es van rodar 85 pel·lícules, establint-se així un rècord que encara roman vigent.
El propòsit de crear una Acadèmia dedicada exclusivament a la indústria fílmica, era el promoure avanços en les arts i ciències del cinema, així com donar reconeixement públic a aquelles produccions i persones que haguessin fet un treball excepcional en la indústria cinematogràfica.
No obstant això, en la pràctica l'Acadèmia només s'esforçava per reconèixer les millors produccions, per mitjà del Premi Ariel, que es va lliurar de 1947 a 1958. Després de 1958, el nombre de produccions fílmiques va caure considerablement i la cerimònia de lliurament es va deixar de fer fins a 1972. Quan es va reprendre la cerimònia de lliurament el 1972, aquesta s'ha dut a terme ininterrompudament any rere any.

## Acadèmia

### Esperit
La importància de l'Academia Mexicana de Artes y Ciencias Cinematográficas, A.C., que fonamenta la seva existència, deriva dels fins per als quals va ser creada establerts clarament en els seus estatuts vigents.
"Promoure la difusió, la recerca, la preservació, el desenvolupament i la defensa de les arts i ciències cinematogràfiques".
- Difusió: L'Acadèmia se sent compromesa en tot el que concerneix al fet que el cinema mexicà es conegui i es valori millor a Mèxic i a l'estranger. S'obstina, per això, que les cintes mexicanes es distribueixin i s'exhibeixin millor a les sales del país i d'altres països. Per això dona suport a la realització de festivals, de setmanes de cinema mexicà, de trobades entre cineastes. Per això premia anualment els millors treballs de les cintes exhibides durant cada any. Per això dona suport a la construcció de noves sales que donin pantalla i promoció a les nostres cintes.

- Recerca: L'Acadèmia considera fonamental el millor coneixement del passat i del present del cinema nacional. La història del nostre cinema és, per a ella, un capítol important de tot que fer que contribueixi al fet que coneguem millor el que s'ha fet i el que fem. L'edició de llibres que parlin sobre el desenvolupament de nostra indústria, que preservin guions o treballs teòrics, que consignin biografies dels nostres cineastes i tècnics, així com l'ensenyament en escoles, instituts i tallers de les diferents especialitats de la tasca cinematogràfica, són preocupacions claus de la Acadèmia. Tan important considera la recerca del passat, com la mirada cap al futur en relació amb les noves tècniques de creació i de filmació.

- Preservació: L'Acadèmia ha de cuidar, vigilar i participar en tot el que permeti conservar les nostres obres de creació cinematogràfica. Li importa, no sols el patrimoni del material fílmic sinó també el de locals, instituts i estudis on es fa possible la tasca creativa.

- Desenvolupament: L'Acadèmia es preocupa i atén el relacionat al creixement i solidesa de la indústria cinematogràfica nacional. Secundant-se en la seva relació amb les instàncies governamentals i amb les empreses de producció busca que es filmin més i millors pel·lícules i fa costat als seus creadors i tècnics per a obrir-los més oportunitats de dur a terme els seus projectes. Tal preocupació es prolonga cap a cinematografies estrangeres on tinguin cabuda i reconeixement els cineastes i els tècnics del país.

- Defensa: Com a organisme independent, com a entitat gremial aliena a compromisos polítics o econòmics amb institucions governamentals o amb empreses privades del país o de l'estranger, l'Acadèmia es proposa -i en això s'obstina- defensar la llibertat creativa i laboral dels cineastes mexicans. El mateix els defensa d'actes censors o de greuges laborals, que de qualsevol acció que limiti la digna activitat cinematogràfica. En la seva qualitat d'organisme gremial independent està cridada a ser un àrbitre moral en qualsevol gènere de disputes, avalada per la trajectòria cinematogràfica dels seus membres i per la seva disposició a defensar, desinteressadament, el present i el futur del cinema mexicà.

### Reestructuració
Al llarg de la seva història, l' Academia Mexicana de Artes y Ciencias Cinematográficas, A. C.,i els estatuts que la regeixen han estat modificats en diverses oportunitats amb la finalitat de respondre a les necessitats de la cinematografia nacional.
En 1998, l'Acadèmia va passar d'estar conformada per persones morals, a quedar integrada per creadors cinematogràfics. Aquests van ser seleccionats, per l'anterior Acadèmia, en funció de la seva destacada obra i trajectòria cinematogràfica. El 27 d'agost del mateix any un cos col·legiat de catorze membres va conformar l'Assemblea General de l'Acadèmia. En el Comitè Coordinador van ser nomenats: Jorge Fons, President; Pedro Armendáriz Jr., Secretari; Víctor Hugo Rascón Banda, Tresorer; Diana Bracho i Patricia Reyes Spíndola, Vocals. Aquest Comitè es va mantenir, conforme a les eleccions en Assemblea, al capdavant de l'Acadèmia fins al 2002.
En la seva nova conformació, l'Acadèmia es va plantejar com a propòsit fonamental recuperar i revaloritzar l'objecte per al qual va ser creada: “Promoure la difusió, la recerca, la preservació, el desenvolupament i la defensa de les arts i les ciències cinematogràfiques" que queda descrit en un manifest que l'Acadèmia ha denominat Espíritu.
D'acord amb els seus estatuts, l'Acadèmia va celebrar eleccions de Comitè Coordinador a l'agost de 2002. Llavors, va ser nomenada Presidenta de l'Acadèmia: Diana Bracho, ratificats en els seus càrrecs de Secretari: Pedro Armendáriz Jr. i de Tresorer: Víctor Hugo Rascón Banda; i es van integrar com a vocals Vicente Leñero i Carlos Carrera. El 3 d'agost de 2004, el mateix Comitè Coordinador va ser reelegit per a un segon període de funcions.
Des d'aquesta reestructuració, l'Acadèmia ha mantingut una revisió integral dels seus estatuts per a estar d'acord amb les necessitats actuals de la cinematografia mexicana i del món. Aquesta revisió ha donat com a resultats: l'actualització de les categories que es consideren per a ser reconegudes amb l'Ariel; la conformació d'un Comitè d'Elecció de Guanyadors de l'Ariel i d'un Comitè d'Elecció de les pel·lícules que representen a la cinematografia mexicana als Premis de les Acadèmies d'Espanya i dels Estats Units. Actualment són aproximadament 80 els cineastes, guanyadors de l'Ariel dels tres últims lliuraments, els qui –a més dels Membres Honoraris i els Membres Actius de l'Acadèmia- tenen dret a integrar-se als Comitès d'Elecció.

## Membres actuals

### Comitè d'organització
Des de l'1 de novembre de 2019
- Presidenta: Mónica Lozano, productora
- Vicepresidenta: Marina Stavenhagen, directora
- Secretari: Flavio González Mello, guionista
- Tresorer: Rodrigo Herranz Fanjul, productor
  - Vocal: Ernesto Contreras, director
  - Vocal: Juan José Saravia, director
  - Vocal: Everardo González, director
  - Vocal: Lucía Gajá Ferrer, directora
  - Vocal: Nerio Barberis, dissenyador de so
  - Comissió de Fiscalització i Vigilància: Guadalupe Ferrer Andrade, productora
  - Comissió de Fiscalització i Vigilància: Jorge Michel Grau, director
  - Comissió de Fiscalització i Vigilància: Leticia Huijara, actriu

### Membres actius
| - Adela Cortázar, dissenyadora de vestuari - Alberto Cortés, director - Arcelia Ramírez, actriu - Armando Casas, director - Axel Muñoz, editor - Bárbara Enríquez, directora artística - Daniel Hidalgo, compositor - Francisco Vargas, director - Francisco X. Rivera, editor - Gloria Carrasco, directora artística - Guillermo Granillo, director de fotografia - Ignacio Ortiz, director - Inna Payán, productora - Isabel Muñoz Cota, guionista - Jorge Zárate, actor | - José Sefami, actor - Juan Carlos Colombo, actor - Juan José Saravia, director de fotografia - Karina Gidi, actriu - Kenya Márquez Alkadef Cortés, directora - Laura Imperiale, productor - Mariana Rodríguez - Mariestela Fernández, dissenyadora de vestuari - Miguel Hernández - Nicolás Echevarría, director - Omar Guzmán, músic - Roberto Fiesco, director - Sofía Carrillo, directora - Verónica Langer, actriu |

### Membres emèrits
| - Bertha Navarro, productora - Blanca Guerra, actriu - Carlos Carrera, director - Diana Bracho, actriu - Dolores Heredia, actriu - Ernesto Gómez Cruz, actor - Felipe Cazals, director - Jorge Fons, director - Jorge Sánchez - Juan Antonio de la Riva, director - Lucía Álvarez, compositora - Toni Kuhn, director de fotografia |

### Membres honoraris
| - Centro de Capacitación Cinematográfica - Cineteca Nacional - Dirección General de Actividades Cinematográficas – Filmoteca de la UNAM - Escuela Nacional de Artes Cinematográficas |

## Enllaces externs
- Web oficial de l'Academia Mexicana de Artes y Ciencias Cinematográficas
- Notícies sobre l'AMACC a El Universal.
- Notícies sobre l'AMACC a El Heraldo de México.
- Usuari de l'AMACC a Youtube